# Brussels Cycling Classic 2014
La 94e édition de la Brussels Cycling Classic a eu lieu le 6 septembre 2014. La course fait partie du calendrier UCI Europe Tour 2014 en catégorie 1.HC. Elle se déroule sur un circuit tracé exclusivement en Belgique, autour de Bruxelles et de sa région.
La course a été remportée lors d'un sprint massif par l'Allemand André Greipel (Lotto-Belisol) qui s'impose devant l'Italien Elia Viviani (Cannondale) et le Français Arnaud Démare (FDJ.fr).

## Présentation

### Équipes
Classée en catégorie 1.HC de l'UCI Europe Tour, la Brussels Cycling Classic est par conséquent ouverte aux UCI ProTeams dans la limite de 70 % des équipes participantes, aux équipes continentales professionnelles, aux équipes continentales belges et à une équipe nationale belge.
Dix-huit équipes participent à cette Brussels Cycling Classic - neuf ProTeams, huit équipes continentales professionnelles et une équipe continentale :
| UCI ProTeams            | UCI ProTeams | UCI ProTeams |
| Nom de l'équipe         | Pays         | Code         |
| ----------------------- | ------------ | ------------ |
| AG2R La Mondiale        | France       | ALM          |
| Astana                  | Kazakhstan   | AST          |
| Cannondale              | Italie       | CAN          |
| Europcar                | France       | EUC          |
| FDJ.fr                  | France       | FDJ          |
| Lampre-Merida           | Italie       | LAM          |
| Lotto-Belisol           | Belgique     | LTB          |
| Omega Pharma-Quick Step | Belgique     | OPQ          |
| Trek Factory Racing     | États-Unis   | TFR          |

| Équipes continentales professionnelles | Équipes continentales professionnelles | Équipes continentales professionnelles |
| Nom de l'équipe                        | Pays                                   | Code                                   |
| -------------------------------------- | -------------------------------------- | -------------------------------------- |
| Androni Giocattoli-Venezuela           | Italie                                 | AND                                    |
| Bretagne-Séché Environnement           | France                                 | BSE                                    |
| Cofidis                                | France                                 | COF                                    |
| Colombia                               | Colombie                               | COL                                    |
| Neri Sottoli                           | Italie                                 | NRI                                    |
| NetApp-Endura                          | Allemagne                              | TNE                                    |
| Topsport Vlaanderen-Baloise            | Belgique                               | TSV                                    |
| Wanty-Groupe Gobert                    | Belgique                               | WGG                                    |

| Équipe continentale | Équipe continentale | Équipe continentale |
| Nom de l'équipe     | Pays                | Code                |
| ------------------- | ------------------- | ------------------- |
| Wallonie-Bruxelles  | Belgique            | WBC                 |

### Règlement de la course

#### Primes
Les vingt prix sont attribués suivant le barème de l'UCI,. Le total général des prix distribués est de 18 800 €.
| Position | 1er     | 2e      | 3e      | 4e    | 5e    | 6e    | 7e    | 8e    | 9e    | 10e à 20e |
| Prix     | 7 515 € | 3 760 € | 1 875 € | 935 € | 745 € | 565 € | 565 € | 375 € | 375 € | 190 €     |

## Classement final

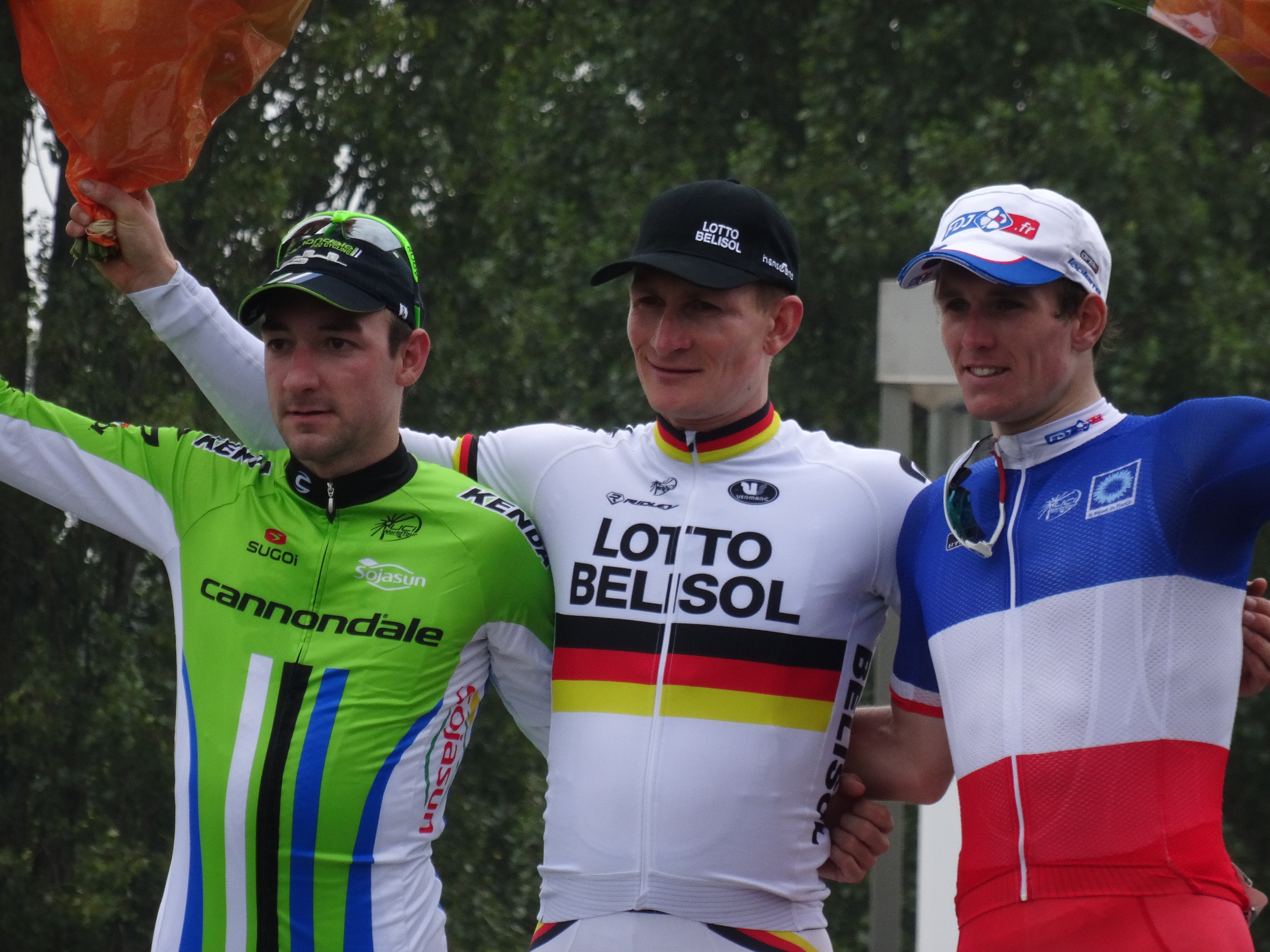
Elia Viviani (2e), André Greipel (1er) et Arnaud Démare (3e).

|    | Coureur             | Pays        | Équipe                      |    | Temps           |
| -- | ------------------- | ----------- | --------------------------- | -- | --------------- |
| 1  | André Greipel       | Allemagne   | Lotto-Belisol               | en | 4 h 41 min 02 s |
| 2  | Elia Viviani        | Italie      | Cannondale                  | +  | m.t             |
| 3  | Arnaud Démare       | France      | FDJ.fr                      |    | m.t             |
| 4  | Michael Van Staeyen | Belgique    | Topsport Vlaanderen-Baloise |    | m.t             |
| 5  | Roy Jans            | Belgique    | Wanty-Groupe Gobert         |    | m.t             |
| 6  | Andrew Fenn         | Royaume-Uni | Omega Pharma-Quick Step     |    | m.t             |
| 7  | Giacomo Nizzolo     | Italie      | Trek Factory Racing         |    | m.t             |
| 8  | Ralf Matzka         | Allemagne   | NetApp-Endura               |    | m.t             |
| 9  | Björn Leukemans     | Belgique    | Wanty-Groupe Gobert         |    | m.t             |
| 10 | Julien Simon        | France      | Cofidis                     |    | m.t             |

### UCI Europe Tour
Cette course attribue des points pour l'UCI Europe Tour 2014, par équipes seulement aux coureurs des équipes continentales professionnelles et continentales, individuellement à tous les coureurs sauf ceux faisant partie d'une équipe ayant un label ProTeam.
| Position           | 1er | 2e | 3e | 4e | 5e | 6e | 7e | 8e | 9e | 10e | 11e | 12e | 13e | 14e | 15e |
| Classement général | 100 | 70 | 40 | 30 | 25 | 20 | 15 | 10 | 9  | 8   | 7   | 6   | 5   | 4   | 3   |

## Liste des participants
- Liste de départ complète

| Légende | Légende                                                                    | Légende | Légende                                                    |
| ------- | -------------------------------------------------------------------------- | ------- | ---------------------------------------------------------- |
| Num     | Dossard de départ porté par le coureur sur cette Brussels Cycling Classic  | Pos     | Position à l'arrivée de la course                          |
|         | Indique un maillot de champion national ou mondial, suivi de sa spécialité | NP      | Indique un coureur qui n'a pas pris le départ de la course |
| AB      | Indique un coureur qui n'a pas terminé la course                           | HD      | Indique un coureur qui a terminé la course hors des délais |

| Lotto-Belisol LTB | Lotto-Belisol LTB           | Lotto-Belisol LTB |
| ----------------- | --------------------------- | ----------------- |
| Num               | Coureur                     | Pos               |
| 1                 | André Greipel (GER) (Route) | 1er               |
| 2                 | Lars Ytting Bak (DEN)       | 103e              |
| 3                 | Sean De Bie (BEL)           | 72e               |
| 4                 | Kris Boeckmans (BEL)        | 140e              |
| 5                 | Oliver Naesen (BEL)         | 22e               |
| 6                 | Tony Gallopin (FRA)         | 28e               |
| 7                 | Marcel Sieberg (GER)        | 63e               |
| 8                 | Dennis Vanendert (BEL)      | 138e              |

| Omega Pharma-Quick Step OPQ | Omega Pharma-Quick Step OPQ    | Omega Pharma-Quick Step OPQ |
| --------------------------- | ------------------------------ | --------------------------- |
| Num                         | Coureur                        | Pos                         |
| 11                          | Zdeněk Štybar (CZE) (Route)    | 99e                         |
| 12                          | Iljo Keisse (BEL)              | 69e                         |
| 13                          | Andrew Fenn (GBR)              | 6e                          |
| 14                          | Gianni Meersman (BEL)          | 42e                         |
| 15                          | Alessandro Petacchi (ITA)      | 24e                         |
| 16                          | Gert Steegmans (BEL)           | 51e                         |
| 17                          | Guillaume Van Keirsbulck (BEL) | 127e                        |
| 18                          | Stijn Vandenbergh (BEL)        | 106e                        |

| AG2R La Mondiale ALM | AG2R La Mondiale ALM    | AG2R La Mondiale ALM |
| -------------------- | ----------------------- | -------------------- |
| Num                  | Coureur                 | Pos                  |
| 21                   | Davide Appollonio (ITA) | 139e                 |
| 22                   | Julien Bérard (FRA)     | 59e                  |
| 23                   | Samuel Dumoulin (FRA)   | 20e                  |
| 24                   | Ben Gastauer (LUX)      | 90e                  |
| 25                   | Alexis Gougeard (FRA)   | 123e                 |
| 26                   | Blel Kadri (FRA)        | 89e                  |
| 27                   | Matteo Montaguti (ITA)  | 15e                  |
| 28                   | Christophe Riblon (FRA) | 122e                 |

| Astana AST | Astana AST               | Astana AST |
| ---------- | ------------------------ | ---------- |
| Num        | Coureur                  | Pos        |
| 31         | Borut Božič (SLO)        | 17e        |
| 32         | Andriy Grivko (UKR)      | 111e       |
| 33         | Arman Kamyshev (KAZ)     | 34e        |
| 34         | Maxim Iglinskiy (KAZ)    | 102e       |
| 35         | Dmitriy Gruzdev (KAZ)    | AB         |
| 36         | Valentin Iglinskiy (KAZ) | 49e        |
| 37         | Ruslan Tleubayev (KAZ)   |            |
| 38         | Lieuwe Westra (NED)      | 118e       |

| Cannondale CAN | Cannondale CAN         | Cannondale CAN |
| -------------- | ---------------------- | -------------- |
| Num            | Coureur                | Pos            |
| 41             | Elia Viviani (ITA)     | 2e             |
| 42             | Michel Koch (GER)      | 11e            |
| 43             | Kristjan Koren (SLO)   | 84e            |
| 44             | Daniele Ratto (ITA)    | 130e           |
| 45             | Alan Marangoni (ITA)   | 93e            |
| 46             | Jean-Marc Marino (FRA) | 100e           |
| 47             | Moreno Moser (ITA)     | 131e           |
| 48             | Fabio Sabatini (ITA)   | 67e            |

| FDJ.fr FDJ | FDJ.fr FDJ                  | FDJ.fr FDJ |
| ---------- | --------------------------- | ---------- |
| Num        | Coureur                     | Pos        |
| 51         | Arnaud Démare (FRA) (Route) | 3e         |
| 52         | William Bonnet (FRA)        | 71e        |
| 53         | David Boucher (FRA)         | 80e        |
| 54         | Sébastien Chavanel (FRA)    | 60e        |
| 55         | Mickaël Delage (FRA)        | 32e        |
| 56         | Matthieu Ladagnous (FRA)    | 61e        |
| 57         | Yoann Offredo (FRA)         | 58e        |
| 58         | Laurent Pichon (FRA)        | 108e       |

| Lampre-Merida LAM | Lampre-Merida LAM       | Lampre-Merida LAM |
| ----------------- | ----------------------- | ----------------- |
| Num               | Coureur                 | Pos               |
| 61                | Sacha Modolo (ITA)      | 115e              |
| 62                | Niccolò Bonifazio (ITA) | 12e               |
| 63                | Mattia Cattaneo (ITA)   | 133e              |
| 64                | Davide Cimolai (ITA)    | AB                |
| 65                | Luca Dodi (ITA)         | 105e              |
| 66                | Andrea Palini (ITA)     | 74e               |
| 67                | Xu Gang (CHN)           | 112e              |
| 68                | Luca Wackermann (ITA)   | 109e              |

| Europcar EUC | Europcar EUC              | Europcar EUC |
| ------------ | ------------------------- | ------------ |
| Num          | Coureur                   | Pos          |
| 71           | Giovanni Bernaudeau (FRA) | 43e          |
| 72           | Yukiya Arashiro (JPN)     | 31e          |
| 73           | Bryan Coquard (FRA)       | 16e          |
| 74           | Tony Hurel (FRA)          | 110e         |
| 75           | Romain Cardis (FRA)       | 46e          |
| 76           | Perrig Quéméneur (FRA)    | 97e          |
| 77           | Fabrice Jeandesboz (FRA)  | 129e         |
| 78           | Björn Thurau (GER)        | 104e         |

| Trek Factory Racing TFR | Trek Factory Racing TFR       | Trek Factory Racing TFR |
| ----------------------- | ----------------------------- | ----------------------- |
| Num                     | Coureur                       | Pos                     |
| 81                      | Stijn Devolder (BEL)          | 137e                    |
| 82                      | Danilo Hondo (GER)            | 44e                     |
| 83                      | Markel Irizar (ESP)           | 50e                     |
| 84                      | Giacomo Nizzolo (ITA)         | 7e                      |
| 85                      | Grégory Rast (SUI)            | 116e                    |
| 86                      | Hayden Roulston (NZL) (Route) | 38e                     |
| 87                      | Fumiyuki Beppu (JPN)          | 53e                     |
| 88                      | Danny van Poppel (NED)        | 117e                    |

| Androni Giocattoli-Venezuela AND | Androni Giocattoli-Venezuela AND | Androni Giocattoli-Venezuela AND |
| -------------------------------- | -------------------------------- | -------------------------------- |
| Num                              | Coureur                          | Pos                              |
| 91                               | Manuel Belletti (ITA)            | 21e                              |
| 92                               | Tiziano Dall'Antonia (ITA)       | 68e                              |
| 93                               | Johnny Hoogerland (NED)          | 55e                              |
| 94                               | Antonio Parrinello (ITA)         | 132e                             |
| 95                               | Franco Pellizotti (ITA)          | 101e                             |
| 96                               | Diego Rosa (ITA)                 | 36e                              |
| 97                               | Emanuele Sella (ITA)             | 134e                             |
| 98                               | Gianfranco Zilioli (ITA)         | 107e                             |

| Bretagne-Séché Environnement BSE | Bretagne-Séché Environnement BSE | Bretagne-Séché Environnement BSE |
| -------------------------------- | -------------------------------- | -------------------------------- |
| Num                              | Coureur                          | Pos                              |
| 101                              | Brice Feillu (FRA)               | 76e                              |
| 102                              | Romain Feillu (FRA)              | 13e                              |
| 103                              | Armindo Fonseca (FRA)            | 48e                              |
| 104                              | Benoît Jarrier (FRA)             | 85e                              |
| 105                              | Clément Koretzky (FRA)           | 86e                              |
| 106                              | Vegard Stake Laengen (NOR)       | 52e                              |
| 107                              | Pierre-Luc Périchon (FRA)        | 77e                              |
| 108                              | Florian Vachon (FRA)             | 62e                              |

| Cofidis COF | Cofidis COF             | Cofidis COF |
| ----------- | ----------------------- | ----------- |
| Num         | Coureur                 | Pos         |
| 111         | Edwig Cammaerts (BEL)   | 37e         |
| 112         | Egoitz García (ESP)     | 81e         |
| 113         | Cyril Lemoine (FRA)     | 121e        |
| 114         | Adrien Petit (FRA)      | 40e         |
| 115         | Stéphane Poulhiès (FRA) | 54e         |
| 116         | Florian Sénéchal (FRA)  | 64e         |
| 117         | Julien Simon (FRA)      | 10e         |
| 118         | Clément Venturini (FRA) | 45e         |

| Colombia COL | Colombia COL                       | Colombia COL |
| ------------ | ---------------------------------- | ------------ |
| Num          | Coureur                            | Pos          |
| 121          | Leonardo Duque (COL)               | 23e          |
| 122          | Fabio Duarte (COL)                 | 83e          |
| 123          | Juan Esteban Arango (COL)          | 57e          |
| 124          | Edward Díaz (COL)                  | 82e          |
| 125          | Jarlinson Pantano (COL)            | AB           |
| 126          | Carlos Quintero (COL)              | 113e         |
| 127          | Miguel Ángel Rubiano (COL) (Route) | 33e          |
| 128          | Juan Pablo Valencia (COL)          | 70e          |

| Neri Sottoli NRI | Neri Sottoli NRI        | Neri Sottoli NRI |
| ---------------- | ----------------------- | ---------------- |
| Num              | Coureur                 | Pos              |
| 131              | Francesco Chicchi (ITA) | 94e              |
| 132              | Rafael Andriato (BRA)   | 18e              |
| 133              | Francesco Failli (ITA)  | 56e              |
| 134              | Andrea Fedi (ITA)       | AB               |
| 135              | Mauro Finetto (ITA)     | 29e              |
| 136              | Matteo Rabottini (ITA)  | 135e             |
| 137              | Simone Ponzi (ITA)      | 78e              |
| 138              | Fabio Taborre (ITA)     | 26e              |

| NetApp-Endura TNE | NetApp-Endura TNE         | NetApp-Endura TNE |
| ----------------- | ------------------------- | ----------------- |
| Num               | Coureur                   | Pos               |
| 141               | Cesare Benedetti (ITA)    | 92e               |
| 142               | Bartosz Huzarski (POL)    | 96e               |
| 143               | Alexander Krieger (GER)   | 65e               |
| 144               | Ralf Matzka (GER)         | 8e                |
| 145               | Erick Rowsell (GBR)       | 124e              |
| 146               | Andreas Schillinger (GER) | 126e              |
| 147               | Zakkari Dempster (AUS)    | 125e              |
| 148               | Michael Schwarzmann (GER) | 114e              |

| Topsport Vlaanderen-Baloise TSV | Topsport Vlaanderen-Baloise TSV | Topsport Vlaanderen-Baloise TSV |
| ------------------------------- | ------------------------------- | ------------------------------- |
| Num                             | Coureur                         | Pos                             |
| 151                             | Jasper De Buyst (BEL)           | 19e                             |
| 152                             | Jelle Wallays (BEL)             | 128e                            |
| 153                             | Jarl Salomein (BEL)             | 35e                             |
| 154                             | Edward Theuns (BEL)             | 79e                             |
| 155                             | Tom Van Asbroeck (BEL)          | 14e                             |
| 156                             | Gijs Van Hoecke (BEL)           | 25e                             |
| 157                             | Michael Van Staeyen (BEL)       | 4e                              |
| 158                             | Kenneth Vanbilsen (BEL)         | 119e                            |

| Wanty-Groupe Gobert WGG | Wanty-Groupe Gobert WGG  | Wanty-Groupe Gobert WGG |
| ----------------------- | ------------------------ | ----------------------- |
| Num                     | Coureur                  | Pos                     |
| 161                     | Jérôme Baugnies (BEL)    | 27e                     |
| 162                     | Roy Jans (BEL)           | 5e                      |
| 163                     | Laurens De Vreese (BEL)  | 66e                     |
| 164                     | Jempy Drucker (LUX)      | 47e                     |
| 165                     | Jan Ghyselinck (BEL)     | 95e                     |
| 166                     | Björn Leukemans (BEL)    | 9e                      |
| 167                     | Mirko Selvaggi (ITA)     | 30e                     |
| 168                     | Frederik Veuchelen (BEL) | 75e                     |

| Wallonie-Bruxelles WBC | Wallonie-Bruxelles WBC   | Wallonie-Bruxelles WBC |
| ---------------------- | ------------------------ | ---------------------- |
| Num                    | Coureur                  | Pos                    |
| 171                    | Frédéric Amorison (BEL)  | 73e                    |
| 172                    | Olivier Chevalier (BEL)  | 88e                    |
| 173                    | Sébastien Delfosse (BEL) | 120e                   |
| 174                    | Antoine Demoitié (BEL)   | 41e                    |
| 175                    | Tom Dernies (BEL)        | 136e                   |
| 176                    | Boris Dron (BEL)         | 87e                    |
| 177                    | Loïc Pestiaux (BEL)      | 91e                    |
| 178                    | Julien Stassen (BEL)     | 98e                    |